# 브래드 데이비스 (배우)
브래드 데이비스(Brad Davis, 1949년 11월 6일 ~ 1991년 9월 8일)는 미국의 배우이다.

## 출연 작품
- 사랑의 굴레 (1992)
- 플레이어 (1992)
- 기적의 탄생 (1991)
- 행화이어 (1991)
- 히틀러 암살 음모 (1990)
- 케인호의 반란 (1988)
- 불타는 투혼 (1987)
- 비정의 인조인간 (1987)
- 블러드 타이 (1986)
- 케네디가의 신화 (1985)
- 쿼렐리 (1982)
- 불의 전차 (1981)
- 스몰 서클 오브 프렌즈 (1980)
- 세계 최고의 사나이 (1980)
- 전쟁의 루머 (1980)
- 미드나잇 익스프레스 (1978)
- 악몽 (1976)